# I liga paragwajska w piłce nożnej (1921)
Mistrzem Paragwaju został klub Club Guaraní, natomiast wicemistrzem Paragwaju został klub Club Nacional.
Mistrzostwa rozegrano systemem każdy z każdym mecz i rewanż. Najlepszy w tabeli klub został mistrzem Paragwaju.
Z ligi spadł klub Atlético Triunfo Asunción, a na jego miejsce awansował klub Sastre Sport Asunción.
W roku 1922 mistrzostw Paragwaju nie rozegrano z powodu wojny domowej.

## Primera División
Rozgrywki zakończone zostały dopiero 9 kwietnia 1922 roku.

### Kolejka 1
| Data        | Mecz                                                              |
| ----------- | ----------------------------------------------------------------- |
| 8 maja 1921 | Club Olimpia – Cerro Porteño 1:2 był to pierwszy mecz tego sezonu |

### Tabela końcowa sezonu 1921
| Poz | Klub                      | Punkty |
| --- | ------------------------- | ------ |
| 1   | Club Guaraní              | 26     |
| 2   | Club Nacional             | 25     |
| 3   | Club Sol de América       | 22     |
| 4   | Club River Plate          | 21     |
| 5   | Club Olimpia              | 21     |
| 6   | Club Libertad             | 20     |
| 7   | Cerro Porteño             | 18     |
| 8   | Club Presidente Hayes     | 13     |
| 9   | Atlántida SC              | 9      |
| 10  | Atlético Triunfo Asunción | 5      |